# Sozialprognose
Eine Sozialprognose oder Legalprognose ist eine kriminologische, psychiatrische und psychologische Risikobeurteilung einer straffälligen Person bezüglich ihrer Fähigkeit und Motivation, zu einem späteren Zeitpunkt Regeln und Gesetze einzuhalten.
Sie ist nach § 56 (1) StGB Grundlage der Einschätzung, ob eine Freiheitsstrafe zur Bewährung ausgesetzt werden muss oder kann, und bei der Resozialisierbarkeit von Straftätern.
Vor der Erstellung der Prognose muss eine intensive Untersuchung der Persönlichkeit (psychologische Diagnostik, meist in Form eines psychologischen oder psychiatrischen Gutachtens) und des bisherigen Verhaltens (Biographie) vorgenommen werden.
Sie wird häufig im Strafrecht verwendet und dient dort zur Strafzumessung und der Strafvollstreckung. Dort wird sie ebenso verwendet, um zur Bewährung Verurteilten bei positiver Sozialprognose die frühzeitige Haftentlassung zu ermöglichen.
Eine positive Legalprognose bezeichnet die Einschätzung des Diagnostikers, dass der Proband sich in Zukunft im Wesentlichen an Normen, Regeln und Gesetze halten wird.